# 憑物語
《憑物語》（日语：／ Tsukimonogatari）是西尾維新在《講談社BOX》上刊載的輕小說，插畫由台灣插畫家VOFAN負責。書冊收錄將節為第體章「余接人偶」，於2012年9月26日發售，編號為ISBN 978-4-06-283812-2。

## 故事簡介
高中三年級的阿良良木曆準備參加大學考試，在2月的某一天，阿良良木曆發現自己的身體出現異狀。斧乃木的由來，就在他尋覓原因和解決辦法的同時被挖掘出來。

## 輕小說
| 標題   | 發售日 (日)       | ISBN (日)              | 發售日 (台)  | ISBN (台)              | 收錄章節           | 故事概要 |
| ------ | ----------------- | ---------------------- | ------------ | ---------------------- | ------------------ | -------- |
| 憑物語 | 2012年9月26日发售 | ISBN 978-4-06-283812-2 | 2015年7月9日 | ISBN 978-957-10-6010-1 | 第體章「余接人偶」 |          |

## 電視動畫
於10月21日前後公佈動畫化，將於2014年12月31日連續播放全4集。

### 製作人員
- 企劃：夏目公一朗（Aniplex）、鈴木伸育（講談社）
- 原作：西尾維新「憑物語」（講談社BOX）
- 角色原案、結尾贊助插畫：VOFAN
- 總監督：新房昭之
- 監督：板村智幸
- 構成：東富耶子、新房昭之
- 劇本：木澤行人、中本宗應
- 分鏡：黑澤守、關野昌弘、久保山英一、數井浩子、板村智幸
- 演出：宮本幸裕、岡田堅二朗、大橋一輝、板村智幸、安食圭（協力）、吉澤翠（助手）
- 角色設計：渡邊明夫
- 總作畫監督：渡邊明夫、岩崎大輔
- 主要動畫師：松浦力、小堺能夫、新垣一成
- 作畫監督：岩崎大輔、新垣一成、高野晃久、西澤真也、小堺能夫、宮嶋仁志、吉田南、澤田美香、小岩井、渡邊繪美、牛島希、築山翔太、宮井加奈、安食圭
- 美術設定：大原盛仁
- 製作設計：武內宣之
- 美術監督：內藤健
- 美術協力：飯島壽治
- 色彩設定：日比野仁
- 色彩設計：瀧澤泉
- 視覺效果：酒井基
- 攝影監督：江上憐
- 剪接：松原理惠
- 音響監督：鶴岡陽太
- 音樂：羽岡佳
- 音樂製作：Aniplex
- 動畫製作：SHAFT
- 製作人：岩上敦宏（Aniplex）、松下卓也（講談社）、久保田光俊（SHAFT）
- 製作：Aniplex、講談社、SHAFT

### 主題曲
片頭曲（酸橙薄荷）
作詞：meg rock，作曲、編曲：ミト（Clammbon），主唱：斧乃木余接（早見沙織）
導演：高津幸央
片尾曲「border」（界線）
作詞：meg rock，作曲、編曲：重永亮介，主唱：ClariS
動畫製作：、會津孝幸

### 播放電視台
日本深夜動畫：下文記載的日本国内播放時間使用日本標準時間（UTC+9）表示。因為部分時間标识會採用30小时制，因此請留意这类超过24:00的时间，其實際播放時間為翌日清晨。
| 播放地區 | 播放電視台   | 播放日期       | 播放時間（UTC+9） | 所屬聯播網 | 備註 |
| -------- | ------------ | -------------- | ----------------- | ---------- | ---- |
| 東京都   | TOKYO MX     | 2014年12月31日 | 星期三 22時00分 - | 獨立UHF局  |      |
| 日本全國 | BS11         | 2014年12月31日 | 星期三 22時00分 - | 衛星電視   |      |
| 日本全國 | NICONICO直播 | 2014年12月31日 | 星期三 22時00分 - | 網絡電視   |      |

### 動畫DVD和BD
| 卷數   | 標題           | 收錄集數 | 發售日       | 副音軌講評角色           | 限定版特典CD                      |
| ------ | -------------- | -------- | ------------ | ------------------------ | --------------------------------- |
| 第一卷 | 余接人偶（上） | 1－2     | 2015年2月4日 | 斧乃木余接、忍野忍       | 主題曲「」 憑物語劇伴音樂集其之壹 |
| 第二卷 | 余接人偶（下） | 3－4     | 2015年3月4日 | 斧乃木余接、阿良良木月火 | 憑物語劇伴音樂集其之貳            |

## 外部連結
- 講談社BOX：西尾維新《物語系列》專頁
- 動畫官方網站 （页面存档备份，存于）